# Taumatawhakatangihangakoauauotamateapokaiwhenuakitanatahu
Taumatawhakatangihangakoauauotameteaturipukakapikimaungahoronukupokaiwhenakitanatahu je ime na maorskom jeziku za brijeg visok oko 305 m. Nalazi se u blizini Porangahaua, južno od Waipukuraua, na Novom Zelandu. 
Ime se često koristi u svojoj skraćenoj inačici Taumata radi lakše konverzacije. Ime je postalo slavno kao jedno od najdužih imena za mjesto, 85 slova. Ime ima i svoju dužu inačicu, 92 slova, Tetaumatawhakatangihangakoauaotamateaurehaeaturipukapihimaungahoronukupokaiwhenuaakitanatahu.